# Grube Peine
Bei der Doppelschachtanlage Peine I/II handelt es sich um ein ehemaliges Eisenerzbergwerk innerhalb der niedersächsischen Stadt Peine im gleichnamigen Landkreis nördlich des Innenstadtbezirks Telgte an der Grenze zu Vöhrum.
Betrieben wurde die Grube Peine zuletzt durch die Erzbergbau Salzgitter AG.

## Geologie

### Die Entstehung des Peiner Erzlagers
Beim Erzlager der ehemaligen Grube Peine handelt es sich um eine marin-sedimentäre Trümmererzlagerstätte.
In der Oberkreide zur Zeit des Santonium (ältere Bezeichnung: Oberemscher) befand sich in der Gegend der Peiner Erzlager die Küstenlinie eines Meeres. An der Küste standen Tonschichten des Gault an, in denen Toneisenstein-Geoden eingebettet waren. Die Toneisensteine entstanden durch das Ausfällen gelösten Eisens im Wasser bei der Zersetzung von abgestorbenen, tierischen Organismen. Die Geoden waren kugel- bis brotlaibförmig bei Durchmessern von bis zu einem Meter. Die Meeresbrandung wusch die Eisensteine aus und lagerte sie aufgrund der größeren Dichte bevorzugt in küstennahen Senken ab. Durch die Gezeitenbewegung wurde das Gestein natürlich aufbereitet. Die Limonitrinde platzte teilweise ab, die Gerölle zerfielen in Scherben. Durch das Aufsteigen des benachbarten Salzstockes Ölsburg entstand ein Trog, in dem sich die Erzgerölle und Trümmerstücke in bauwürdiger Mächtigkeit ansammelten.

### Geographische Lage und Ausdehnung
Bei der Lagerstätte von Peine handelt es sich um die geologische Fortsetzung eines Lagers, welches westlich von Groß Bülten zu Tage ausbiss und dort die Grundlage der Grube Bülten-Adenstedt bildete. Nach einer ausgedehnten Vertaubungszone befindet sich in etwa 6 km Entfernung zum Bültener Lager eine Vererzung in einer Teufe zwischen 400 und 700 m. Dieser Lagerstättenteil beginnt unter dem Innenstadtbezirk Telgte und setzt sich mit einem Einfallen von 18 bis 20° unter Vöhrum bis nördlich der Autobahn A 2 fort.

### Mineralogie
Es handelte sich bei den Peiner Erzen um Brauneisenstein-Trümmer und -Gerölle mit basischem Charakter, das Verhältnis Kieselsäure zu Kalk betrug etwa 2 zu 1. Die durchschnittliche Zusammensetzung betrug: 25 % Fe, 2 bis 3 % Mn, 1 bis 1,5 % P, 21 bis 26 % CaO und 5 bis 10 % SiO2.
Als selteneres Mineral der Grube Peine ist Pyrrhotin bekannt geworden.

## Geschichte und Technik

### Vorgängerbergbau
Der Bergbau in Peine begann im Gegensatz zu den Gruben Bülten-Adenstedt und Lengede-Broistedt vergleichsweise spät. Dies lag daran, dass die Lagerstätte in Peine nicht zu Tage trat. Sie wurde erst bei Erdölexplorationsarbeiten durch die Bohrfirma Anton Raky aus Salzgitter in den Jahren 1930 bis 1931 entdeckt. Dennoch wurden im Bereich des späteren Bergwerkes Peine bereits im Zeitraum 1885 bis 1904 insgesamt 13 Berechtsame mit zusammen 28,4 Mio. m² Fläche gemutet, deren Grundlage aber nicht-abbauwürdige Toneisensteine aus einer anderen geologischen Formation waren.

### Die Geschichte der Grube Peine von 1931 bis 1945

#### Die Untersuchung des Erzlagers und die Aufnahme des Bergbaus
Raky mutete die Eisensteinfelder Stederdorf 1 und 2 sowie Peine 1. Nach dem Konkurs des Unternehmens wurden die Felder 1931 durch ein Konsortium der Firmen Vereinigte Stahlwerke Düsseldorf, Hoesch AG Dortmund und Friedrich Krupp AG Essen übernommen. Diese ließen ihrerseits ab 1936 Aufschlussbohrungen in Peine durchführen, die jedoch ohne nennenswerte Erzfunde blieben.
Ab 1937 wurden alle bislang verliehenen Grubenfelder in Peine durch die Reichswerke AG für Erzbergbau und Eisenhütten „Hermann Göring“ übernommen, einschließlich der Berechtsame der Ilseder Hütte. Diese hatte ebenfalls Erkundungsbohrungen in der Nachbarschaft der späteren Schachtanlage durchgeführt. Die Reichswerke erbrachten durch weitere 19 Bohrungen im Rahmen ihres Aufschlussprogramms den Nachweis einer aus ihrer Sicht bauwürdigen Lagerstätte. Es wurden die notwendigen Konzessionen zum Bau einer Großschachtanlage erworben, deren Planung 1938 begann. Die Orte für einen möglichen Schachtansatzpunkt waren begrenzt. Nach Osten und Westen war man durch die Bauwürdigkeitsgrenzen des Lagers eingeschränkt. Im Norden waren die übertägigen Geländeverhältnisse durch das Überschwemmungsgebiet der Fuhse, das Trenteler Moor und durch die Autobahntrasse eingeengt. Daher entschieden sich die Reichswerke zum Bau einer Doppelschachtanlage weit im Süden der Lagerstätte. Für die weitere Vorrichtung des späteren Abbaus musste das Lager durchteuft und der Schacht bis weit ins Liegende geführt werden, obwohl die mangelnde Standfestigkeit der Tonschichten des Gault aus den Erfahrungen der Ilseder Hütte bekannt war. Die besten Teile der Lagerstätte lagen im Norden und waren daher unverzichtbar.
Am 15. August 1939 wurde mit dem Abteufen des späteren Hauptförderschachts Peine 1 begonnen. Er erhielt einen Durchmesser von 6,75 m. Die Schachtbauarbeiten wurden der Firma Carl Deilmann Bergbau und Tiefbau aus Dortmund übertragen. Das Durchteufen der rund 150 m mächtigen Kies- und Sandschichten (Pleistozän) erfolgte im Gefrierverfahren. Dieser Schachtteil wurde im Anschluss mit Tübbingen wasserdicht gegen das Gebirge ausgebaut. Zwei Monate später wurde auf dieselbe Weise der spätere Wetterschacht Peine 2 mit einem Durchmesser von 5 m in Angriff genommen. Dieser erreichte seine Endteufe von 425 m bereits am 12. August 1940. Die Teufarbeiten an Schacht 1 wurden am 27. Mai 1941 bei 566 m eingestellt. Ab etwa 400 m Teufe stand der Schacht in den Liegendtonen. Dort wurde ein verstärkter Schachtausbau eingezogen. Dennoch kam das Gebirge im unteren Schachtteil nie zur Ruhe und es mussten ständig Reparaturen am Schachtausbau und den Füllörtern der Sohlen durchgeführt werden. Die beiden Hauptfördersohlen waren bei 385 und 525 m Teufe angelegt worden.
Das erste Erz wurde im Mai 1941 gefördert. Es fiel beim Vortrieb der 385-m-Sohle an. Ein planmäßiger Abbau begann erst im Oktober 1943 in einem nur 1,5 bis 2,5 m mächtigen Lagerstättenteil, der die Anwendung des Strebbruchbaus gestattete. Die Streblänge betrug bis zu 80 m. Das Erz wurde durch Bohren und Schießen hereingewonnen und von Hand in Schüttelrutschen weggeladen. Zur Sicherung wurden Reihenstempel aus Stahl verwendet. Die Abbauleistung betrug 3 bis 4 Tonnen je Mann und Schicht (t/MS). Für Förderung und Seilfahrt stand im Schacht 1 eine kombinierte Gestell- und Gefäßförderung zur Verfügung.

#### Das Grubenunglück vom 16. Februar 1944
Ende 1943 mussten infolge von Gebirgsbewegungen umfassende Reparaturarbeiten an der Schachtröhre Peine 1 vorgenommen werden. Das schadhafte Mauerwerk unterhalb der 385-m-Sohle wurde stückweise herausgenommen und die freigelegten Stöße unmittelbar danach neu ausgebaut. Am 16. Februar 1944 um 23.00 Uhr gab der Schachtausbau plötzlich nach und der Schacht ging bis 17 m unter der 385-m-Sohle vollständig zu Bruch. Ein Schachthauer wurde vom auslaufenden Gebirge verschüttet und kam dabei ums Leben. Die übrige Belegschaft konnte sich rechtzeitig auf der 525-m-Sohle in Sicherheit bringen und über ein Aufhauen und die 385-m-Sohle ausfahren. An den verunglückten Bergmann erinnerte viele Jahre ein Gedenkstein auf dem Werksgelände der Schachtanlage. Sein Leichnam konnte nicht geborgen werden. Vor einigen Jahren wurde der Stein restauriert und auf den katholischen Friedhof von Telgte umgesetzt.
Um ein gefährliches Nachsacken der Bruchmassen im Schacht zu verhindern, wurde dieser bis 407 Meter Teufe mit Sand verspült. Während der Verfüllarbeiten kam es zu einem weiteren Zwischenfall. Die Arbeiten fanden bei starker Kälte statt und der Frost führte zu Undichtigkeiten der Tübbingsäule. Daraufhin strömte Wasser (bis zu 370 l/min) in den Schacht und überflutete Teile der 385-m-Sohle. Da Schacht 1 zwischen der 385- und der 525-m-Sohle abgeworfen werden musste, waren für die Vorrichtung der tieferen Lagerstättenteile in Zukunft Blindsohlen und -schächte erforderlich (→Unterwerksbau). Ende 1944 wurde mit dem Abteufen des ersten Gesenks begonnen.
Ende des Zweiten Weltkrieges kam der Betrieb zum Erliegen. Bis dahin wurden insgesamt 285.000 Tonnen Erz gefördert.

### Die Geschichte des Peiner Bergbaus von 1945 bis 1975

#### Der Neubeginn nach Kriegsende
Im Oktober 1945 bezog die Erzbergbau Salzgitter GmbH eine provisorische Unterkunft auf der Grube Finkenkuhle in Salzgitter-Bad und nahm ihre Arbeit auf. Das Unternehmen wurde im Juli 1941 als Betreibergesellschaft der Bergwerke aus den Hermann-Göring-Werken ausgegründet. Nach dem Krieg befand es sich unter Treuhandverwaltung der Alliierten. Ende 1945 lief auch der Bergwerksbetrieb in Peine wieder an.
Das Abbauverfahren wurde auf den Kammerbau umgestellt. Vorversuche hatten bereits im Krieg stattgefunden. Die Stöße wurden mit einem Querschnitt von 3 m × 3 m von einer Grund- oder Fußstrecke aus schwebend, d. h. mit dem Erzlager ansteigend, in Richtung Kopfstrecke aufgefahren. Die Grundstrecke diente zur Abförderung des losgeschossenen Erzhaufwerks mit Schüttelrutschen. Zum Schutz der Bergleute gegen das Hereinbrechen der Firste dienten Polnische Türstöcke. Die ausgeerzten Kammern wurden von Hand mit Bergematerial verfüllt. Bei diesem Abbauverfahren wurden Leistungen von 3,5 bis 3,8 Tonnen pro Mann und Schicht erzielt.

#### Das Grubenunglück vom 22. Januar 1946
Bereits am 22. Januar 1946 wurde die Grube Peine von einem erneuten, noch tragischeren Unglück heimgesucht. Bei der Mittagsseilfahrt löste sich ein Förderkorb vom Seil und stürzte 400 m ungebremst in den Schacht. 44 Bergleute starben, nur einer überlebte. Auch an dieses Unglück erinnert ein Mahnmal auf dem Telgter Friedhof.

#### Die Blütezeit der Grube Peine in den 1950er Jahren

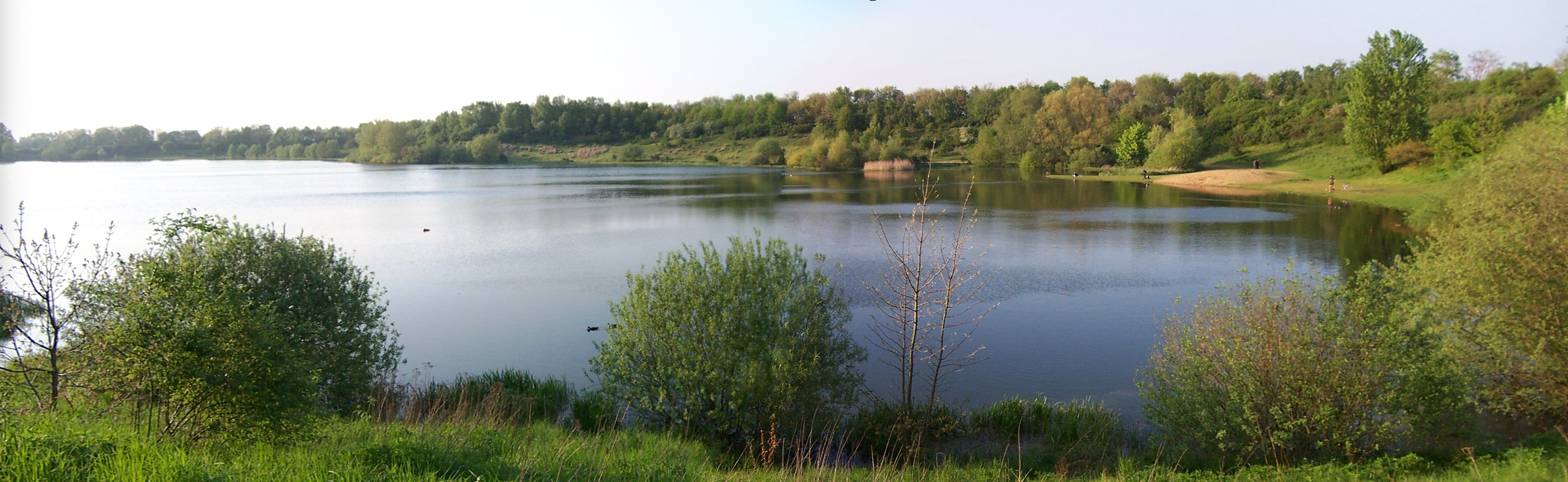
Eixer See (ehemalige Spülsandgewinnung)

Wegen des geplanten Abbaus unter bewohntem Gebiet war zur Vermeidung von Bergschäden der Einsatz von Versatz in den ausgeerzten Abbauen (→ Alter Mann) erforderlich. Darüber hinaus betrugen die Mächtigkeiten des Lagers bis zu 10 m. Da nicht ausreichend geeignetes eigenes Bergematerial zur Verfügung stand, wurde 1949 in der Nähe des Dorfes Eixe (heute Stadtteil von Peine) eine Sandgrube aufgeschlossen. Der im Nassabbau mit einem Saugbagger gewonnene Sand wurde mit der Anschlussbahn zum Zechengelände transportiert. Von einem Schachtbunker aus wurde der Sand in der Spültasse mit umlaufendem Wasser gemischt und über Rohrleitungen in die verlassenen Abbauhohlräume verspült. Beim Kammerbau mit Spülversatz hatten die Stöße ein Querschnittsmaß von 5,5 m × 3 m. Je nach der Mächtigkeit wurden die Sohlen in zwei bis drei Strossen (stufenartig) nachgerissen. Zur Förderung des losgeschossen Erzes aus den Kammern dienten Schrapper der Salzgitter Maschinenbau GmbH (SMAG) mit 1200 Liter fassenden Schürfkübeln.
Für die Förderung der Erze aus den tieferen Lagerstättenteilen musste ein leistungsfähiger Blindschacht abgeteuft werden. Die Arbeiten am sogenannten Gesenk 4 begannen 1954. Der Schacht hatte einen Durchmesser von 5 m und reichte von der 385-m-Sohle bis zur neuangelegten tiefsten Sohle, der 640-m-Sohle (= vierte Sohle) hinab.
Durch den Wiederaufbau und das sogenannte Wirtschaftswunder herrschte in den 1950er-Jahren ein großer Bedarf an Eisen und Stahl. Zu Deckung der Rohstoffversorgung wurden die Förderung auf allen Gruben der Salzgitter Erzbergbau ausgebaut. Das Unternehmen war 1952 in eine Aktiengesellschaft umgewandelt worden und hatte seinen Sitz auf der Schachtanlage Hannoversche Treue 2 in Salzgitter-Calbecht. Daher wurde 1958 ein Pachtvertrag mit der Ilseder Hütte über weitere Grubenfelder geschlossen.
1960 wurde die jemals höchste Jahresförderung von knapp 990.000 Tonnen erreicht. Zu diesem Zeitpunkt waren rund 760 Bergleute auf dem Bergwerk angelegt. Im selben Jahr wurde neben der Schachtanlage eine Fabrik für Bausteine errichtet. Als Rohstoff diente der Sand aus der Sandgrube Eixe. Die erzeugten Formsteine wurden an alle Werke des Salzgitter-Konzerns geliefert.

#### Überlebenskampf während der Krise des deutschen Erzbergbaus
Nachdem Ende 1961 die wichtigsten Stahlunternehmen im Ruhrgebiet beschlossen hatten, zukünftig keine inländischen Eisenerze mehr abzunehmen, geriet auch die Grube Peine unter Druck. Zu diesem Zeitpunkt kostete eine Tonne deutsches Erz mit etwa 30 % Eisengehalt rund 100 Deutsche Mark, eine Tonne aus Schweden einschließlich Transport 51 Deutsche Mark bei 60 % Eisengehalt. Die Lieferverträge der Erzbergbau Salzgitter AG mit den Ruhrhütten liefen Ende 1962 aus und wurden nicht mehr verlängert. Daher sammelte sich das Roherz der meisten Gruben auf Halden an. Um das weitere Überleben der Grube zu sichern, musste die relative Abbauleistung bei gleichzeitig geringeren Kosten gesteigert werden. Die Gesamtförderung wurde schrittweise zurückgefahren, die Belegschaft stark reduziert (1963: 750.000 Tonnen, 439 Bergleute, 1967: 490.000 Tonnen, 248 Bergleute).
Durch Optimierung des Abbauverfahrens, dem sogenannten schwebenden Stoßbau nach dem Janol-Verfahren, wurde die Leistung je Mann und Schicht bis 1968 auf 60,1 Tonnen gesteigert. Dieses entspricht dem fast zwanzigfachen der Leistung zu Beginn des Bergbaus auf der Grube Peine. Bei dieser speziellen Variante des Kammerbaus wurden mehrere Abbaukammern parallel vorgetrieben. Durch die Einrichtung einer Begleitstrecke konnten fast alle Arbeiten wie Bohren, Laden und Versatzförderung ohne gegenseitige Behinderung gleichzeitig erfolgen. Es wurden leistungsfähige elektrische Drehbohrmaschinen und Gummigurtförderer eingesetzt.
Das untertägige Streckennetz erreichte 1965 eine Ausdehnung von 8 km. 1966 wurden noch 20 Mio. Tonnen der anstehenden Erzvorräte von 37,5 Mio. Tonnen als abbauwürdig bewertet.

#### Stilllegung und geplante Folgenutzung

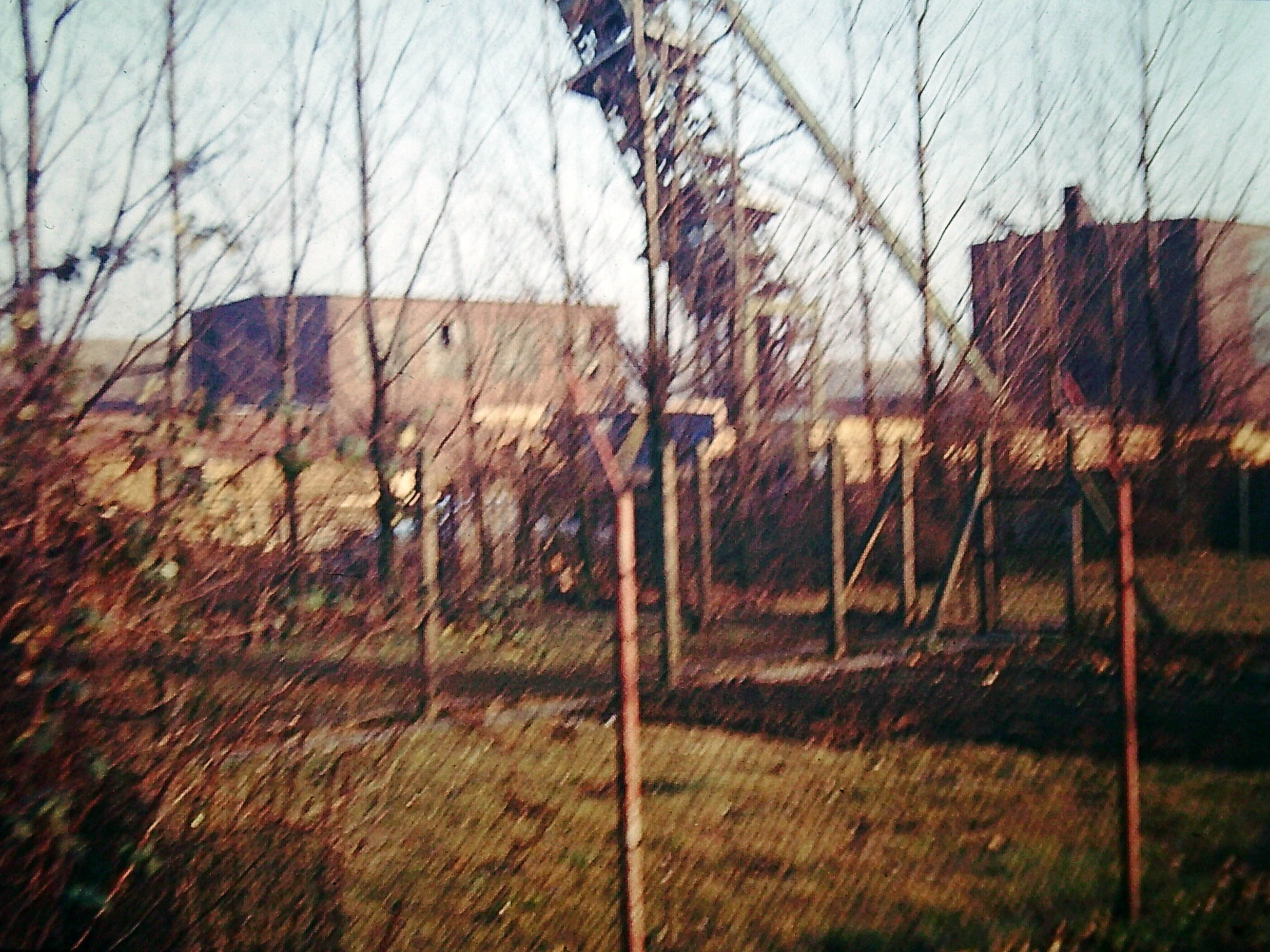
Sprengung eines der beiden Fördergerüste, vermutlich Schacht 1, 1975

Am 30. Oktober 1968 wurde die Förderung auf der Grube Peine eingestellt. Die Stilllegung erfolgte zugunsten des Weiterbetriebes der Grube Bülten-Adenstedt als Lieferant für die kalkreichen Erze. Diese Grube übernahm auch einige der entlassenen Bergleute. Die übrige Belegschaft wurde im Peiner Walzwerk oder in anderen Industriebetrieben untergebracht.
Insgesamt wurden auf der Grube Peine 14,1 Mio. Tonnen Eisenerz abgebaut.
Nach der Aufgabe der Förderung wurden die Schächte zunächst noch einige Jahre offengehalten. Im Juli 1971 entstanden Pläne, in den Grubenräumen eine untertägige Sondermülldeponie für gefährliche Industrieabfälle einzurichten. Dieses Vorhaben scheiterte am Widerstand der Bevölkerung und wurde 1974 von der niedersächsischen Landesregierung verworfen. Wenig später wurden beide Schächte mit 30.000 m³ Sand und Bergematerial von der Halde verfüllt. Ende 1974 wurde zunächst das Fördergerüst von Schacht 2 gesprengt, im darauffolgenden Jahr fiel das von Schacht 1.

## Heutiger Zustand (2010)
Die Tagesanlagen der Schachtanlage Peine I/II befinden sich an der Vöhrumer Straße (L 412) in Peine. Mit Ausnahme der Schachthallen und Fördergerüste blieben alle größeren Gebäude vollständig erhalten. Ein Teil wurde bis vor wenigen Jahren von der Firma Elmeg genutzt, ein anderer von der Exportverpackungsgesellschaft Deufol.
Der Zechenplatz ist entlang einer nordwestlich-südöstlich verlaufenden Achse ausgerichtet und wird im Nordosten durch die ehemalige Anschlussbahn und im Südwesten durch die Vöhrumer Straße begrenzt. Dort befindet sich der Werkszugang, der im rechten Winkel auf die Schachtanlage zuführt. Auf der linken Seite liegt das ehemalige Verwaltungsgebäude, daran schließt sich direkt die Kaue mit dem typischen herausgehobenen Mittelteil für die Kleideraufzüge an. Rechts des Werkseinganges befinden sich Garagen und Nebenbauten. Auf dem Zechenplatz stehen in einer ersten Bauzeile die Werkstattgebäude, in einer zweiten die Fördermaschinenhäuser mit den Umformergebäuden. Die ehemalige Funktion der Fördermaschinenhäuser lässt sich durch die architektonische Betonung der Seilabgänge in Form einer senkrechten Nut ableiten. Die Gebäude folgen dem typischen kubischen und monumentalen Baustil der Schachtanlagen des Salzgittergebietes. Weiterhin ist das rekultivierte Haldengelände noch zu erkennen. In Nachbarschaft der Schachtanlage befindet sich das Wohngebiet Im Herrenkamp, das ursprünglich als Wohnsiedlung der Bergleute diente.